# Tricina

La tricina es un compuesto orgánico usado en soluciones amortiguadoras. Su presentación más usual es como un polvo cristalino de color blanco moderadamente soluble en agua. Es un aminoácido ion dipolar cuyo pKa1 a 25 °C es 2,3; su pKa2 a 20 °C es 8,15. El rango útil de la solución amortiguadoras está entre 7.4 a 8.8. Este buffer es uno de los agentes amortiguadores de Good. Good la uso como solución amortiguadora para reacciones cloroplásticas. Su nombre proviene del tris y glicina, compuestos de los cuales deriva.

## Aplicaciones
La tricina es usada como agente amortiguador durante la electroforesis. También se usa en la resuspensión de sedimentos celulares. Su carga negativa es más negativa que la de la glicina, esto hace que la migración electroforética sea más rápida. además, su alta carga iónica mueve más a los iones y menos las proteínas. Esto permite que proteínas de bajo peso molecular sean separadas en geles de acrilamida (en un bajo porcentaje). Se ha registrado que la tricina separa proteínas en un rango de 1 a 100 kDa durante la electroforesis.
Un estudio indica que, de entre los 10 agentes amortiguadores probados, el buffer tricina a 250 mmol/L es el más efectivo en los ensayos de ATP que usan la enzima de la luciferasa de las luciérnagas.
La tricina se ha encontrado efectiva en el lavado de radicales hidroxilos en los estudios sobre daño a la membrana inducida por radiación.